# 望が丘
望が丘（のぞみがおか）は、愛知県名古屋市名東区の地名。丁番を持たない単独町名である。住居表示未実施。

## 地理
名古屋市名東区北東部に位置する。東は宝が丘、西は本郷三丁目、南は小井堀町、北は小池町に接する。

## 歴史

### 町名の由来
東名高速道路と名古屋市営地下鉄東山線により地域開発の望みが叶えられたことから、住民により命名されたという。

### 沿革
- 1970年（昭和45年）7月30日 - 千種区猪高町大字藤森の一部により、同区望が丘として成立[1]。藤森東部土地区画整理組合の換地処分による[4]。
- 1974年（昭和49年）11月1日 - 猪高町大字藤森の一部を編入する[1]。藤森南部土地区画整理組合の換地処分による[4]。
- 1975年（昭和50年）2月1日 - 名東区編入に伴い、同区望が丘となる[1]。

## 世帯数と人口
2019年（平成31年）4月1日現在の世帯数と人口は以下の通りである。
| 町丁   | 世帯数  | 人口  |
| ------ | ------- | ----- |
| 望が丘 | 491世帯 | 846人 |

### 人口の変遷
国勢調査による人口の推移
| 2000年（平成12年） | 921人 | [ WEB 6 ] |  |
| 2005年（平成17年） | 845人 | [ WEB 7 ] |  |
| 2010年（平成22年） | 974人 | [ WEB 8 ] |  |
| 2015年（平成27年） | 998人 | [ WEB 9 ] |  |

## 学区
市立小・中学校に通う場合、学校等は以下の通りとなる。また、公立高等学校に通う場合の学区は以下の通りとなる。
| 番・番地等 | 小学校                 | 中学校               | 高等学校 |
| ---------- | ---------------------- | -------------------- | -------- |
| 全域       | 名古屋市立藤が丘小学校 | 名古屋市立藤森中学校 | 尾張学区 |

## 交通
- 愛知県道60号名古屋長久手線（東山通・グリーンロード[注釈 1]）[2]
- 東名高速道路

※なお、同地内を名古屋市営地下鉄東山線の高架が通っているが、駅はない。藤が丘駅または本郷駅が最寄り駅となる。

## 施設
- 望ヶ丘児童遊園地[2]

## その他

### 日本郵便
- 郵便番号 : 465-0046[WEB 3]（集配局：名東郵便局[WEB 12]）。